# Elena Trofimenko
Elena Trofimenko   (Minsk, 20 de març de 1964) (en ciríl·lic rus: Еле́на Никола́евна Трофиме́нко) és una directora, guionista, poeta i actriu belarussa.

## Biografia

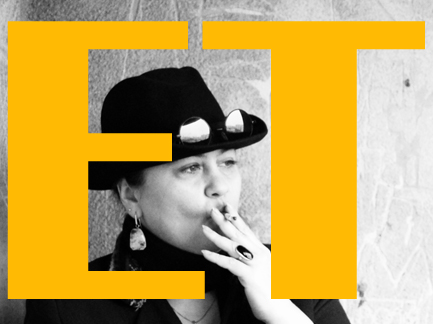
E. Trofimenko, 2010

La seua mare era comptable i el seu pare electricista. Té un germà anomenat Nicolai. Es casà amb el càmera Leonid Iourievitch Terechko, i té un fill anomenat Yaroslav.
Estudià filologia francesa i treballà en la televisió belarussa de 1982 a 1989. Començà a produir i dirigir pel·lícules i al 1989 entrà en l'Acadèmia Estatal d'Art de Belarús. S'hi graduà al 1994.
Després, rebé una beca per continuar els estudis a França, on dirigí una pel·lícula documental i obtingué una subvenció del govern francés. En tornar al 1996, fou directora de Belarusfilm. El 1998, acaba el seu primer llargmetratge i forma part de l'Associació Nacional de Directors de Cinema. A més de pel·lícules de ficció, continua produint documentals i participa en festivals de cinema a Rússia, Ucraïna, Polònia i Alemanya.
El 2012, E. Trofimenko publica una col·lecció de poemes i ha estat actuant des del 1990.